# اولنی، باکینگهام‌شر
latitudeاولنی، باکینگهام‌شرlongitudeاولنی، باکینگهام‌شر
اولنی، باکینگهام‌شر (به انگلیسی: Olney, Buckinghamshire) یک منطقهٔ مسکونی در انگلستان است که در جنوب شرقی انگلستان واقع شده‌است.

## خصوصیات
اولنی ۶٬۴۷۷ نفر جمعیت دارد.